# A Morteira
A Morteira es una asociación cultural berciana cuyo objetivo y fin es la defensa de los espacios naturales comprendidos en los bosques de El Bierzo, prestando especial atención a los árboles singulares que en ellos se encuentran y a la biodiversidad que acogen.
Morteira es una denominación popular que pervive en gran parte de El Bierzo (sobre todo en Ancares y Burbia) y La Cabrera y que según ellos mismos se definen: “Morteira, dícese del bosque primigenio que escasamente modificado por la actividad humana, pervive en la cabecera de los valles bercianos como isla de biodiversidad”.
Entre esos bosques primigenios destacan: A Morteira dos Camposos, A Morteira de Pedra Cabalar, Mortal del Oso y “Murteira” del Villar.
Han desarrollado a lo largo de los años una gran actividad (aunque legalizada en el año 2005, lleva actuando desde años atrás), destacando las actuaciones en defensa de los árboles singulares de El Bierzo a través de denuncias y actos, como son los llevados a cabo con el Ciprés de la Anunciada en Villafranca del Bierzo o del Tejo de San Cristóbal (San Cristóbal de Valdueza, Ponferrada). En desarrollado otras muchas actividades como la divulgación de las medidas protectoras a tomar contra el fuego bacteriano, exposiciones, libros y últimamente (año 2008) están comprometidos en la lucha en contra de la incineración de neumáticos en Toral de los Vados a través de la Plataforma Bierzo Aire Limpio.